# Cámara de Senadores (Uruguay)
La Cámara de Senadores es la cámara alta de la Asamblea General, es decir, del poder legislativo de la República Oriental del Uruguay.

## Elección e integración
Se compone de 30 miembros, elegidos directamente por el pueblo, en una sola circunscripción electoral, conforme con las garantías y las normas que para el sufragio se establecen en la Constitución. Las bancas se adjudican de acuerdo con el método D'Hondt.
Es presidida por el vicepresidente de la República, que tiene voz y voto siempre y cuando no esté ocupando temporal o definitivamente la Presidencia de la República. Cuando pase a desempeñar definitiva o temporalmente la Presidencia de la República, o en caso de vacancia definitiva o temporal de la Vicepresidencia, asume la presidencia del Senado y de la Asamblea General el primer titular de la lista más votada del lema más votado y, de repetirse las mismas circunstancias, el titular que le siga en la misma lista. En tales casos se convocará a su suplente, quien se incorpora al Senado.
Los Senadores son elegidos por el sistema de representación proporcional integral, para un mandato de cinco años. La distribución de los cargos de senadores obtenidos por diferentes sublemas dentro del mismo lema partidario se hará también proporcionalmente al número de votos emitidos a favor de las respectivas listas. Para poder ser senador se requiere ser ciudadano de la república, natural en ejercicio o legal con siete años de ejercicio, y, en ambos casos, 30 años cumplidos de edad.
Aparte de las funciones que realiza conjuntamente con la Cámara de Representantes a través de la Asamblea General, se destaca como competencia que recae únicamente sobre la Cámara de Senadores la de abrir juicio público a los acusados por la Cámara de Representantes o la Junta Departamental, en su caso, y pronunciar sentencia al solo efecto de separarlos de sus cargos, por dos tercios de votos del total de sus componentes.
Los actuales miembros del Senado (Legislatura L) fueron elegidos en las elecciones del 27 de octubre de 2024, y su mandato, iniciado el 15 de febrero de 2025, expira el 15 de febrero de 2030.

## Comisiones
- Permanentes
  - Asuntos Administrativos
  - Asuntos Internacionales
  - Asuntos Laborales y Seguridad Social
  - Ciencia, Innovación y Tecnología
  - Constitución y Legislación
  - Defensa Nacional
  - Educación y Cultura
  - Ganadería, Agricultura y Pesca
  - Hacienda
  - Industria, Energía, Comercio, Turismo y Servicios
  - Medio Ambiente
  - Población, Desarrollo e Inclusión
  - Presupuesto
  - Salud Pública
  - Transporte y Obras Públicas
  - Vivienda y Ordenamiento Territorial
- Integradas
  - Presupuesto integrada con Hacienda
- Especiales
  - Asuntos Departamentales y Municipales
  - Deporte y Juventud
  - Derechos Humanos, Equidad y Género
  - Seguridad Pública y Convivencia
- Investigadoras

No existen comisiones de este tipo a la fecha.

## Senadores
Articulo principal:L Legislatura de la Cámara de Senadores de Uruguay (2025-2030)
| Senador            | Partido político | Lista/Sector                    |
| ------------------ | ---------------- | ------------------------------- |
| Nicolás Viera      | Frente Amplio    | MPP                             |
| Blanca Rodríguez   | Frente Amplio    | MPP                             |
| Patricia Kramer    | Frente Amplio    | El Abrazo                       |
| Daniel Caggiani    | Frente Amplio    | MPP                             |
| Pedro Irigoin      | Frente Amplio    | MPP                             |
| Sebastián Sabini   | Frente Amplio    | MPP                             |
| Bettiana Díaz      | Frente Amplio    | MPP                             |
| Eduardo Antonini   | Frente Amplio    | MPP                             |
| Aníbal Pereyra     | Frente Amplio    | MPP                             |
| Mario Bergara      | Frente Amplio    | Fuerza Renovadora               |
| Eduardo Brenta     | Frente Amplio    | Vertiente Artiguista 77         |
| Felipe Carballo    | Frente Amplio    | Compromiso Uruguay 711          |
| Óscar Andrade      | Frente Amplio    | Partido Comunista 1001          |
| Constanza Moreira  | Frente Amplio    | Casa Grande                     |
| Silvia Nane        | Frente Amplio    | La Amplia 1358                  |
| Gustavo González   | Frente Amplio    | PS 90                           |
| Javier García      | Partido Nacional | Alianza País - 40               |
| Sergio Botana      | Partido Nacional | Alianza País - Mejor País       |
| Carlos Camy        | Partido Nacional | Alianza País - Alianza Nacional |
| Sebastián da Silva | Partido Nacional | Alianza País - 40               |
| Martín Lema        | Partido Nacional | Aire Fresco - 404               |
| Álvaro Delgado     | Partido Nacional | Aire Fresco - 404               |
| Graciela Bianchi   | Partido Nacional | Aire Fresco - 404               |
| Nicolás Olivera    | Partido Nacional | D Centro - 5                    |
| Luis Alberto Heber | Partido Nacional | Unidad Nacional - 71            |
| Andrés Ojeda       | Partido Colorado | 25                              |
| Gustavo Zubía      | Partido Colorado | 25                              |
| Robert Silva       | Partido Colorado | 600                             |
| Pedro Bordaberry   | Partido Colorado | 10                              |
| Tabaré Viera       | Partido Colorado | 10                              |

## Integración a lo largo de la historia
En los artículos que se detallan a continuación, se listan los integrantes de la Cámara de Senadores en las últimas legislaturas:
- L Legislatura de la Cámara de Senadores de Uruguay (2025-2030)
- XLIX Legislatura de la Cámara de Senadores de Uruguay (2020-2025)
- XLVIII Legislatura de la Cámara de Senadores de Uruguay (2015-2020)
- XLVII Legislatura de la Cámara de Senadores de Uruguay (2010-2015)
- XLVI Legislatura de la Cámara de Senadores de Uruguay (2005-2010)
- XLV Legislatura de la Cámara de Senadores de Uruguay (2000-2005)
- XLIV Legislatura de la Cámara de Senadores de Uruguay (1995-2000)
- XLIII Legislatura de la Cámara de Senadores de Uruguay (1990-1995)
- XLII Legislatura de la Cámara de Senadores de Uruguay (1985-1990)
- XLI Legislatura de la Cámara de Senadores de Uruguay (1972-1973)
- XL Legislatura de la Cámara de Senadores de Uruguay (1967-1972)
- XXXIX Legislatura de la Cámara de Senadores de Uruguay (1963-1967)
- XXXVIII Legislatura de la Cámara de Senadores de Uruguay (1959-1963)
- XXXVII Legislatura de la Cámara de Senadores de Uruguay (1955-1959)
- XXXVI Legislatura de la Cámara de Senadores de Uruguay (1951-1955)
- XXXV Legislatura de la Cámara de Senadores de Uruguay (1947-1951)

## Presidencia del Senado
En la actualidad, el presidente del Senado es el vicepresidente de la República; sin embargo, en otras épocas en que este último cargo no existió, de todos modos se elegía un Presidente de entre los integrantes del cuerpo.